# Joseph Mede
Joseph Mede, auch Joseph Meade bzw. Joseph Mead, (* Oktober 1586 in Berden, Essex; † 1. Oktober 1638) war ein englischer Gelehrter (Philologe, Historiker) und Theologe.

## Leben
Joseph Meade ging in Hoddesdon (Hertfordshire) und Wethersfields (Essex) zur Schule und studierte ab 1603 am Christ’s College in Cambridge mit dem Magister Artium Abschluss 1610. Von 1613 bis 1618 war er Fellow seines College.
Er schrieb ein Buch über die Offenbarung des Johannes (Clavis Apocalyptica), das zu seiner Zeit sehr einflussreich war. Darin zeigte er sich als Millenarist, der das Ende der Welt für 1716 vorhersagte. Andere Werke wurden erst postum veröffentlicht, so seine Interpretation der Prophezeiungen des Buches Daniel.
Er befasste sich auch mit Naturwissenschaften und Hieroglyphen. Er war Hebraist und Dozent für Griechisch.
Er vertrat die Ansicht, dass Besessenheit von Dämonen auf geistige Erkrankung zurückzuführen sei. Einflussreich war auch seine kritische Herangehensweise an die Interpretation der Bibel, so war er der Ansicht, dass das Buch Zacharias mehrere Autoren hatte, was von Richard Kidder und anderen aufgegriffen wurde. Er beeinflusste die theologischen Arbeiten von Isaac Newton.
Zu seinen Schülern am Christ’s College gehörte der Philosoph Henry More (und möglicherweise John Milton, wofür sich aber kein Nachweis fand).

## Schriften
- Clavis Apocalyptica. 1627.
  - englische Übersetzung: Key of the Revelation Searched and Demonstrated. 1643 (mit Vorwort des Theologen William Twisse (1578–1646), der Sprecher der Westminstersynode war).
- The Apostasy of the latter times. 1641 (reformedlayman.com).
- Daniel’s Weeks: an interpretation of part of the prophecy of Daniel. London 1643
- Collected Works 1665 (Herausgeber John Worthington)